# 瑙冈县
瑙冈（Naogaon District）为孟加拉国拉杰沙希专区辖县，属孟加拉国西北部边境县。县境西北面、北面和东北面与印度西孟加拉邦接壤，东与焦伊布尔哈德、博格拉县毗邻，南与诺多尔、拉杰沙希县交界，西南部与诺瓦布甘杰县相连。全县年平均降雨量1,862毫米，平均气温11.2°C（最低）至37.8°C（最高）。县域总面积3,435.67公里²，总人口2,377,314人（1991），全县共分置11乡(Upazila)；行政机构驻瑙冈镇。